# Krytyka literacka
Krytyka literacka – działalność intelektualna polegająca na dyskusji, ocenianiu i interpretacji dzieł literackich i ogólnie literatury. Krytyka literacka z założenia nie jest wyrazem metody naukowo-badawczej, lecz przekonań ideowo-artystycznych. Za prekursora krytyki literackiej uważa się Arystarcha z Samotraki. Mianem krytyki literackiej określa się także gatunek publicystyki zajmujący się oceną wytworów literatury.